# Метью Фліндерс
Ме́тью Флі́ндерс (англ. Matthew Flinders; 16 березня 1774, Донінгтон, Лінкольншир, Англія — 18 липня 1814, Лондон) — англійський морський офіцер, дослідник Австралії, картограф. Саме він домігся перейменування континенту з «Нової Голландії» на «Австралію». У сучасній Австралії Метью Фліндерса вважають національним героєм. Його зображення викарбуване на монетах Австралії.

## Молоді роки
Метью народився в місті Донінгтон у Лінкольнширі (Велика Британія). Його дід і батько були лікарями, вони сподівалися, що Метью також стане лікарем. Однак Фліндерс прочитав роман Данієля Дефо «Робінзон Крузо», і це змінило його життя. Метью вирішив стати моряком. Зіткнувшись зі спротивом батьків, Метью зумів без будь-якої сторонньої допомоги вивчити навігацію і тригонометрію й у 15 років пішов на флот.
Незабаром кузина Генрієтта познайомила Метью з капітаном Томасом Песлі. Два роки Фліндерс ходив з Песлі на кораблі «Беллерофонт» гардемарином, а в серпні 1791 року став гардемарином на кораблі «Провидіння», капітаном якого був Вільям Блай.

## Перша подорож до Австралії
Корабель «Провидіння» (англ. HMS Providence) з Метью Фліндерсом пройшов Торресову протоку, перевозячи з острова Таїті на Ямайку саджанці хлібного дерева. У серпні 1791 року Фліндерс повернувся до Англії. Саме ця подорож пробудила в Метью зацікавлення Австралією. Адже попри те, що Англія з 1788 року почала колонізувати цей континент, який тоді називали Новою Голландією, він був недостатньо вивченим. У ту пору навіть не знали, чи є Австралія материком, чи це архіпелаг островів.

## Дослідження Південного материка
У лютому 1795 року на кораблі «Надійний» (англ. HMS Reliance) Метью та його брат Семюель вирушили до англійської колонії Новий Південний Уельс. 7 вересня 1795 року вони прибули до Сіднея. Вже через місяць на невеликому боті «Мізинчик» Метью Фліндерс, його друг Джордж Басс та слуга В. Мартін дослідили берег затоки Ботані-Бей та річки Святого Георгія. На початку листопада вони повернулися до Сіднея, де доповіли про результати своєї мандрівки губернатору Гантеру. Той наказав спорудити на річці Святого Георгія нове поселення.
За якийсь час дослідники вирушили до невеликої затоки на півдні. Тут вони знайшли на березі якесь велике чорне каміння. Пізніше з'ясувалося, що то було кам'яне вугілля. Факт цього відкриття довів губернатору необхідність подальшого дослідження нових земель. Експедиції Метью Фліндерса були продовжені. Дослідник раз у раз заходив углиб материка.
У вересні 1798 року на кораблі «Норфолк» з екіпажем 8 осіб у супроводі приватного судна «Наутілус» із запасом харчів на 12 місяців Метью Фліндерс, який на той час уже отримав чин лейтенанта, за наказом губернатора вирушив досліджувати Землю Ван-Дімена (сучасний острів Тасманія). За результатами подорожі було з'ясовано, що ця земля є островом. Було відкрито Бассову протоку, яку Фліндерс назвав на честь свого друга Джорджа Басса, низку великих островів, один з яких названо ім'ям Фліндерса.
По поверненні до Сіднея Метью Фліндерс мав намір продовжувати дослідження. Губернатор наділив його земельною ділянкою в 300 акрів у районі Бенкстауна, однак Фліндерс отримав завдання привести корабель «Надійний» до Англії.

## Англія
У серпні 1800 року Фліндерс прибув до Портсмута. Весь шлях від Сіднея до Англії Метью витратив на складання карти Тасманії, узбережжя Нового Південного Уельсу, а також написав звіт про свої дослідження. Усі матеріали разом із пропозицією подальшого вивчення узбережжя Австралії Фліндерс спрямував президенту Лондонського королівського товариства Джозефу Бенксу, який підтримав його пропозиції та призначив Метью Фліндерса головою експедиції на кораблі «Слідчий» (англ. HMS Investigator). До експедиції потрапили також ботанік Роберт Браун, художник-пейзажист Вільям Вестолл, художник-натураліст Фердинанд Бауер.
Тоді ж Фліндерс одружився з Аннет Чеппел і взяв її на корабель. Але через сувору заборону Адміралтейства дружина вимушена була зійти на берег і чекати Метью в Англії протягом 9 років.

## Експедиції навколо Австралії

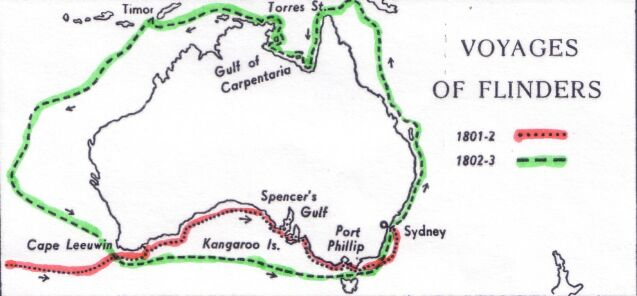
Експедиції Метью Фліндерса навколо Австралії

18 липня 1801 року почалося плавання Фліндерса. 17 жовтня його корабель «Слідчий» прибув до Кейптауна, а 6 грудня Фліндерс підійшов до малодослідженого узбережжя Австралії поблизу мису Луїн. Свої дослідження Метью Фліндерс розпочав із бухти Кінг-Джордж. Тут він зустрів аборигенів, з яким зумів налагодити добрі стосунки. Особливості навколоавстралійських вод були ще мало відомі. 21 лютого кілька матросів на шлюпці загинули у високих припливних хвилях. Цю місцину Фліндерс назвав мисом Катастроф.
Згодом Фліндерс відкрив острів, де мандрівники побачили великі стада кенгуру. Острів отримав назву Кенгуру. Надалі дослідили затоку Сент-Вінсент і крізь протоку Бакстера вийшли у відкрите море. Корабель попрямував на схід, де зустрів французьке судно «Географ», яке теж вивчало південне узбережжя Австралії. Дослідники пройшли поруч із гирлом найбільшої австралійської річки Муррей, однак не помітили його. Далі досягли мису Отуей, відвідали затоку Порт-Філіп, а в травні повернулися до Сіднея. Загалом дослідили 5 тисяч миль австралійського узбережжя.
Уже через три місяці, в липні 1802 року, Фліндерс вирушив на дослідження північного узбережжя Австралії. Він дослідив затоку Герві, відкрив мис Кертіс, мис Боуен (сучасний Клінтон), острів Персі. Звідти експедиція попрямувала малодослідженою на той час Торресовою протокою. Фліндерс пройшов у небезпечних водах Великого Бар'єрного рифу й неподалік острова Камберленд виявив необхідний прохід поміж рифами, який було пізніше названо на його честь.
У затоці Карпентарія корабель Фліндерса став на ремонт. Фліндерс за той час закартував обриси берегів заток Карпентарія, Каледон, бухти Мелвілл, відкрив затоку Арнем, острови Вессел, острови Англійської компанії. Згодом Фліндерс морем пішов до острова Тимор. Тут він вивчав глибини, можливості проходу кораблів. Потім знову повернувся до Сіднея.
З результатами досліджень Метью Фліндерс у 1803 році попрямував до Англії. Однак на цьому шляху його чекали невдачі. Кілька разів він повертався до Сіднея, не зміг пройти через Торресову протоку через аварію корабля. Нарешті він досяг острова Маврикій, де був заарештований французьким губернатором, тому що  того часу ішла війна Англії з Францією. Лише у 1810 році Фліндерс зумів повернутися до Англії, коли острів Маврикій захопили англійці.

## Останні роки
На батьківщині Фліндерса підвищили в чині до капітана. Однак матеріальне становище його сім'ї було важким. 1 квітня 1812 року в Метью Фліндерса народилася дочка.
Фліндерс підготував свої рукописи з дослідженнями до друку. У серпні 1813 року отримав коректуру рукопису, де в передмові зазначив: «Якби мені дозволили змінити назву, то я б обрав Австралію (замість Нової Голландії)». Але Адміралтейство тривалий час не бажало цього, хоча з часом пропозиція Фліндерса пройшла — новий материк отримав назву Австралія.
18 липня 1814 року, коли принесли з друкарні перший примірник книги, Фліндерс помер.
Адміралтейство Англії тривалий час користувалося складеними Фліндерсом картами, хоча самого дослідника поступово забули. Майже 150 років його могила вважалася втраченою. Восени 2018 року в Лондоні під час будівництва залізничного проєкту на місці старого кладовища знайшли могилу дослідника.

## Здобуток
Хоча Фліндерс ніколи не використовував власного імені для іменування своїх відкриттів, з ім'ям дослідника пов'язано понад 100 географічних об'єктів Австралії, у тому числі острів Фліндерс в Бассовій протоці. Оострів Фліндерс у Південній Австралії названий на честь його молодшого брата Семюеля.
Під час однієї з подорожей до Австралії Фліндерс вперше застосував залізний брусок для компенсації викликаної вантажем магнітної девіації. Винахід використовується досі й носить назву фліндерсбар («брусок Фліндерса»).